# Эджкамб, Уильям, 4-й граф Маунт-Эджкамб
Уильям Генри Эджкамб, 4-й граф Маунт-Эджкамб (англ. William Edgcumbe, 4th Earl of Mount Edgcumbe; 5 ноября 1833 — 25 сентября 1917) — британский дворянин, придворный, консервативный политик и офицер-доброволец. С 1839 по 1861 год он носил титул учтивости — виконт Вэллеторт.

## Предыстория
Родился 5 ноября 1833 года. Старший сын Эрнеста Эджкамба, 3-го графа Маунт-Эджкамба (1797—1861), и Каролины Августы Филдинг (1808—1881), дочери контр-адмирала Чарльза Филдинга. Он получил образование в школе Хэрроу в Лондоне и колледже Крайст-черч в Оксфордском университете.

## Карьера в парламенте и при дворе
Уильям Генри Эджкомб был избран в Палату общин Великобритании от Плимута в 1859 году. От этого округа он заседал в парламенте до 1861 года, когда он вошел в Палату лордов о смерти отца . В 1879 году он стал членом Тайного совета Великобритании и был назначен лордом-камергером королевского двора в правительстве графа Биконсфильда. Эту должность он занимал до отставки правительства Биконсфильда в 1880 году . Позднее он служил в правительстве лорда Солсбери в качестве лорда-стюарда королевского двора в 1885—1883, 1886 —1892 годах.
Уильям Эджкамб также был адъютантом королевы Виктории с 1887 по 1897 год и членом Совета принца Уэльского с 1901 по 1917 год, а также хранителем печати герцогства Корнуолл с 1907 по 1917 год. С 1877 по 1917 год он служил лордом-лейтенантом Корнуолла. Он также был провинциальным великим магистром, должность которого занимал глава Провинциальной Великой ложи.
В начале 1901 года лорд Маунт Эджкомб был назначен королем Эдуардом руководить специальной дипломатической миссией, чтобы сообщить королю о присоединении к правительствам Бельгии, Баварии, Италии, Вюртемберга и Нидерландов . Во время своей поездки в Бельгию в марте 1901 года, король Леопольд вручил ему большой крест ордена Леопольда.

## Военная карьера
Виконт Вэллеторт с 24 апреля 1852 года служил в качестве второго лейтенанта в милиции Корнуолла (рейнджеры герцога Корнуолла), в то время полком командовал его отец. Впоследствии он был назначен лейтенантом 3-го июня 1854 года и капитаном 2 июня 1855 года. 29 февраля 1860 года, во время энтузиазма по поводу волонтерского движения он создал 16-й (Стоунхаус) Девонширский стрелковый добровольческий корпус и служил его капитаном-комендантом. Наряду с другими подразделениями, собранными вокруг Плимута, корпус стал частью 2-го административного батальона в составе Девонширского стрелкового добровольческого корпуса. Виконт Вэллеторт был назначен подполковником, командующим батальоном 8 августа 1860 года. Батальон впоследствии стал 2-м добровольческим батальоном (принца Уэльского) Девонширского полка (Вэллеторт был конюшим принца Уэльского). Он поддерживал свои связи с батальоном до своей смерти в 1917 году.
9 февраля 1889 года граф Маунт-Эджкамб был назначен полковником, командующим Плимутской бригадой, состоящей из пяти добровольческих батальонов Девонширского полка и двух батальонов легкой пехоты герцога Корнуолла, которым было поручено защищать базу королевского флота в Плимуте во время войны. 29 мая 1889 года лорд Маунт-Эджкамб отказался от командования 2-м добровольческим батальоном, став его почётным полковником, хотя продолжал командовать Плимутской бригадой до 1893 года. Он был награжден орденом добровольца и остался почетным полковником своего батальона, когда тот стал 5-м батальоном (принца Уэльского), Девонширского полка территориальных сил в 1908 году, был президентом Территориальной ассоциации Корнуолла.

## Семья
Лорд Маунт-Эджкамб женился 26 октября 1858 года на леди Кэтрин Гамильтон (9 января 1840 — 3 сентября 1874), дочери Джеймса Гамильтона, 1-го герцога Аберкорна и леди Луизы Джейн Рассел (1812—1905). У них было четверо детей:
- Леди Виктория Фредерика Кэролайн Эджкамб (1859 — 20 февраля 1920), вышла замуж за лорда Элджернона Перси (1851—1933), сына Элджернона Перси, 6-го герцога Нортумберленда
- Леди Альберта Луиза Флоренс Эджкамб (1861 — 25 марта 1941), вышла замуж за Генри Лопеса, 1-го барона Роборо
- Леди Эдит Хилария Эджкамб (1862 — 3 апреля 1931), вышла замуж за Джона Сент-Обина, 2-го барона Сент-Левана
- Пирс Александр Гамильтон Эджкамб, 5-й граф Маунт-Эджкамб (2 июля 1865 — 18 апреля 1944).

После смерти леди Кэтрин в сентябре 1874 года лорд Маунт-Эджкамб женился во-вторых, на своей двоюродной сестре Каролине Сесилии Эджкамб (? — 23 февраля 1909), дочери достопочтенного Джорджа Эджкамба (1800—1882) и вдове Атола Лидделла, 3-го графа Рэвенсворта (1833—1904), 21 апреля 1906 года. Она умерла в феврале 1909 года. Лорд Маунт-Эджкамб умер в сентябре 1917 года в возрасте 83 лет.